# Dougie Poynter
 Der er for få eller ingen kildehenvisninger i denne artikel, hvilket er et problem. Du kan hjælpe ved at angive troværdige kilder til de påstande, som fremføres i artiklen.

Dougie Lee Poynter (født 30. november 1987 i Corringham, Essex, England) er bassist og baggrundssanger i bandet McFly. Han blev medlem af McFly da han var blot 15 år gammel efter at have set en artikel i et musikblad, hvor man søgte en bassist og en trommeslager til et nyt band.
Hans krop er dekoreret med fire tatoveringer: En stjerne på hver ankel, ordet "Athletes" på foden og en stor tatovering med rum-tema på højre bryst/skulder/arm plus en ned ad højre arm, der starter ved rumtatoveringen.
Han har også en ørering i hvert øre med udvidet hul. Han fik i 2005 en læbepiercing, men han var nødt til at tage den ud, da der gik betændelse i den. I 2008, fik han en næsepiercing i venstre side.
Dougie Lee Poynter er født på Orsett Hospital og er opvokset i Corringham, Essex. Før han blev medlem af McFLY, boede Dougie med sin mor Sam og yngre søster Nickie (født i 1990 og kaldes mest Nickie). Han var i et punk/rock band ved navn Ataiz, førend han tog til audition på McFly, hvor han heldigvis fik pladsen som bassist. Selvom han var genert, mente Fletcher og Jones, at Poynter havde hvad de manglede.
Dougie kærster ikke længere med sangeren Frankie Sandford fra The Saturdays. Frankie slog op med Dougie for anden gang i november 2010.
Han har skrevet sangene "Silence Is A Scary Sound", "Take A Look Around", "Diarreah", "Transylvania" og "Ignorance" og været med til at skrive nogle af McFlys andre numre sammen med Tom Fletcher og Danny Jones.